# Fields of Science and Technology
Fields of Science and Technology (FOS) ist eine von der OECD festgesetzte Systematik von Wissenschaftszweigen.

## Ursprung
Aus dem Bedürfnis heraus, Daten über Forschungseinrichtungen, Forschungsergebnisse usw. statistisch zu erheben und international vergleichbar zu machen, haben sich Versuche ergeben, die verschiedenen Wissenschaften zu klassifizieren. Eine der entstandenen, für Statistiker verbindlichen Systematiken der Wissenschaftszweige ist die 2002 von der OECD festgesetzte Systematik Fields of Science and Technology. In einer 2007 neubearbeiteten Fassung (Revised Fields of Science and Technology) gruppiert sie die Wissenschaften folgendermaßen (die deutschen Übersetzungen sind der an der FOS orientierten Österreichischen Systematik der Wissenschaftszweige 2012 (ÖFOS 2012) entnommen):

## Liste
1. Natural Sciences (Naturwissenschaften)
  1. Mathematics (Mathematik)
  2. Computer and information sciences (Informatik)
  3. Physical sciences (Physik)
  4. Chemical sciences (Chemie)
  5. Earth and related environmental sciences (Geowissenschaften)
  6. Biological sciences (Biologie)
  7. Other natural sciences (Andere Naturwissenschaften)
2. Engineering and Technology (Technische Wissenschaften)
  1. Civil engineering (Bauingenieurwesen)
  2. Electrical engineering, electronic engineering, information engineering (Elektrotechnik und Informationstechnik)
  3. Mechanical engineering (Maschinenbau)
  4. Chemical engineering (Chemische Verfahrenstechnik)
  5. Materials engineering (Werkstofftechnik)
  6. Medical engineering (Medizintechnik)
  7. Environmental engineering (Umweltingenieurwesen)
  8. Environmental biotechnology (Umweltbiotechnologie)
  9. Industrial Biotechnology (Industrielle Biotechnologie)
  10. Nano-technology (Nanotechnologie)
  11. Other engineering and technologies (Andere Technische Wissenschaften)
3. Medical and Health Sciences (Humanmedizin und Gesundheitswissenschaften)
  1. Basic medicine (Medizinisch-theoretische Wissenschaften und Pharmazie)
  2. Clinical medicine (Klinische Medizin)
  3. Health sciences (Gesundheitswissenschaften)
  4. Medical biotechnology (Medizinische Biotechnologie)
  5. Other medical sciences (Andere Humanmedizin und Gesundheitswissenschaften)
4. Agricultural Sciences (Agrarwissenschaften und Veterinärmedizin)
  1. Agriculture, forestry, and fisheries (Land- und Forstwirtschaft, Fischerei)
  2. Animal and dairy science (Tierzucht, Tierproduktion)
  3. Veterinary science (Veterinärmedizin)
  4. Agricultural biotechnology (Agrarbiotechnologie und Lebensmittelbiotechnologie)
  5. Other agricultural sciences (Andere Agrarwissenschaften)
5. Social Sciences (Sozialwissenschaften)
  1. Psychology (Psychologie)
  2. Economics and business (Wirtschaftswissenschaften)
  3. Educational sciences (Erziehungswissenschaften)
  4. Sociology (Soziologie)
  5. Law (Rechtswissenschaften)
  6. Political Science (Politikwissenschaften)
  7. Social and economic geography (Humangeographie und Raumplanung)
  8. Media and communications (Medienwissenschaften und Kommunikationswissenschaften)
  9. Other social sciences (Andere Sozialwissenschaften)
6. Humanities (Geisteswissenschaften)
  1. History and archaeology (Geschichte und Archäologie)
  2. Languages and literature (Sprachwissenschaften und Literaturwissenschaften)
  3. Philosophy, ethics and religion (Philosophie, Ethik und Religionswissenschaft)
  4. Art (arts, history of arts, performing arts, music) (Kunstwissenschaften)
  5. Other humanities (Andere Geisteswissenschaften)

## Weiterentwicklung
Im ÖFOS 2012 wurden die Klassifizierungen weiter angepasst und auf drei Stellen erweitert: „Um die internationale Vergleichbarkeit zu gewährleisten, wurde anstelle der nicht mehr anwendbaren 2-Steller als nächste Ebene das neue 3-Steller-System (Gruppen) der internationalen New Fields of Science (FOS) übernommen. Damit auch in der neuen österreichischen Wissenschaftszweig-Systematik auf die nationalen Gegebenheiten genauer eingegangen werden kann, wurden - unter Berücksichtigung der Erläuterungen der internationalen Klassifikation - die 3-Steller mit weiteren Untergruppen (4-Stellern) versehen. Die im Alphabetikum angeführten Arbeitsgebiete (Schlagwörter) mit den dazugehörigen 6-Stellern dienen zur Beschreibung von Forschungsaktivitäten (z.B. Forschungsprojekten) und/oder zur Erfassung der hauptsächlichen wissenschaftlichen Tätigkeiten einer Erhebungseinheit von F&E-Erhebungen. (Revisionsstand des Schlagwortverzeichnisses: August 2017)“